# Arba Minch
Arba Minch (en amhárico, traducible como cuarenta fuentes) es una ciudad del sur de Etiopía. De forma menos común también se la conoce como Gantar y  Minghi. Se sitúa a 1285 metros sobre el nivel del mar, en la región de las Naciones, Nacionalidades y Pueblos del Sur, a unos quinientos kilómetros de Addis Abeba,
La ciudad cuenta con universidad y aeropuerto. Es conocida por sus bosques y manantiales subterráneos, así como por sus abundantes frutos. Tiene una población de más de 75.000 habitantes según el censo de 2005.

## Historia
Arba Minch fue fundada a principios de la década de 1960 por Fitawrari Aemeroselasie Abebe y la ciudad sucedió a Chencha como la capital provincial de Gamu-Gofa. La tradición oral dice que Fitawrari Aemiro Selassie Abebe tuvo que luchar con figuras prominentes de Chencha (Aba Gaga) para trasladar la capital de Chencha a Arbaminch. Una de las razones por las que Aemiroselassie Abebe movió el centro provincial de Chencha a Arbaminch fue para los viajeros de Gidole a Chencha para tomar un descanso después de un largo y caliente cruce del árido Valle del Rift. Se construyeron caminos que unen la nueva ciudad a Soddo y haciendo que Arba Minch se encuentre a solo un día de viaje por carretera a la capital, Addis Abeba. El 15 de julio de 1967 se presentó una línea telefónica que conectaba la ciudad con la capital, con un costo de 250,000 Birrs etíope.
La Misión Luterana Noruega abrió una estación en Arba Minch en 1970, que incluía una escuela de comercio; la operación de la escuela fue luego asumida por la Iglesia Mekane Yesus. Al comienzo de la revolución etíope hubo manifestaciones públicas en la ciudad, y cuatro personas murieron en enfrentamientos con la policía el 28 de marzo de 1974. Después de la revolución, las plantaciones privadas se convirtieron en las granjas estatales.
El Arba Minch Textile Mill, de 193 millones de birrs, se abrió el 6 de mayo de 1992 en presencia del primer ministro etíope, Tamirat Layne. El molino produciría poliéster mezclado con telas de algodón gris. Según la Oficina de Finanzas y Desarrollo Económico del SNNPR, a partir de 2003, otros servicios en Arba Minch incluyen el servicio postal, el servicio eléctrico las 24 horas, un banco y un hospital. En mayo de 2010, la Autoridad de Carreteras de Etiopía otorgó un contrato por valor de 563 millones de birrs a la empresa de construcción de Brehane Hagos para construir un camino de 60 kilómetros de largo desde esta ciudad a Belta. La Fuerzas Armadas de los Estados Unidos operó una instalación en Arba Minch desde 2011 hasta septiembre de 2015. La instalación sirvió como base para varios vehículos aéreos no tripulados General Atomics MQ-9 Reaper.